# Arthroleptis palava
Espèce
Statut de conservation UICN

 LC  : Préoccupation mineure
Arthroleptis palava est une espèce d'amphibiens de la famille des Arthroleptidae.

## Répartition
Cette espèce se rencontre sur les plateaux Obudu et plateau de Mambila au Nigeria et sur le mont Oku au Cameroun.

## Description

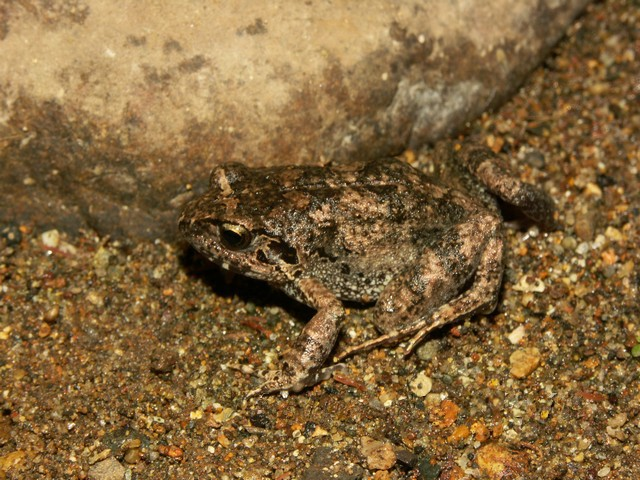
Arthroleptis palava

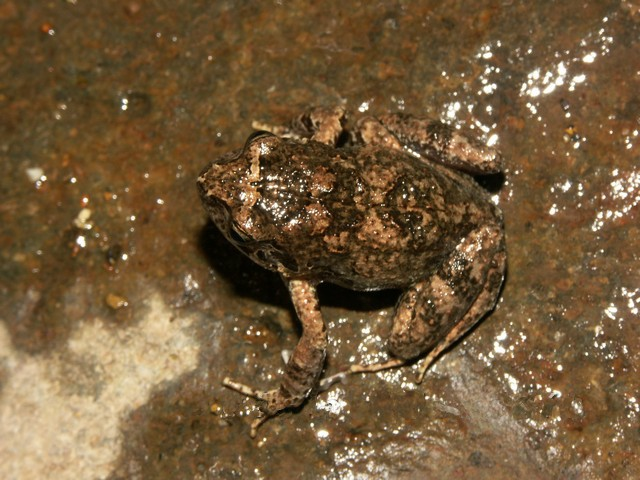
Arthroleptis palava

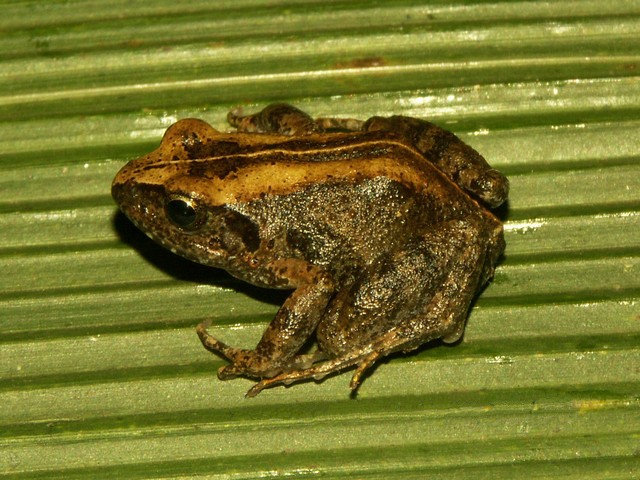
Arthroleptis palava

Le mâle mesure 23,5 mm et les femelles de 24 à 29 mm.

## Publication originale
- Blackburn, 2010 : A new squeaker frog (Arthroleptidae: Arthroleptis) from the mountains of Cameroon and Nigeria. Herpetologica, vol. 66, no 3, p. 335-348 (texte intégral)